# Carus-Park
Der Carus-Park ist ein Ortsteil der kreisfreien Stadt Schweinfurt im Nordwestlichen Stadtteil. Das Areal ist flächenidentisch mit den einstigen Ledward Barracks. Der Carus-Park ist ein im Aufbau befindliches Quartier für Forschung, Wissenschaft, Lehre, studentisches Wohnen und Freizeit.

## Etymologie

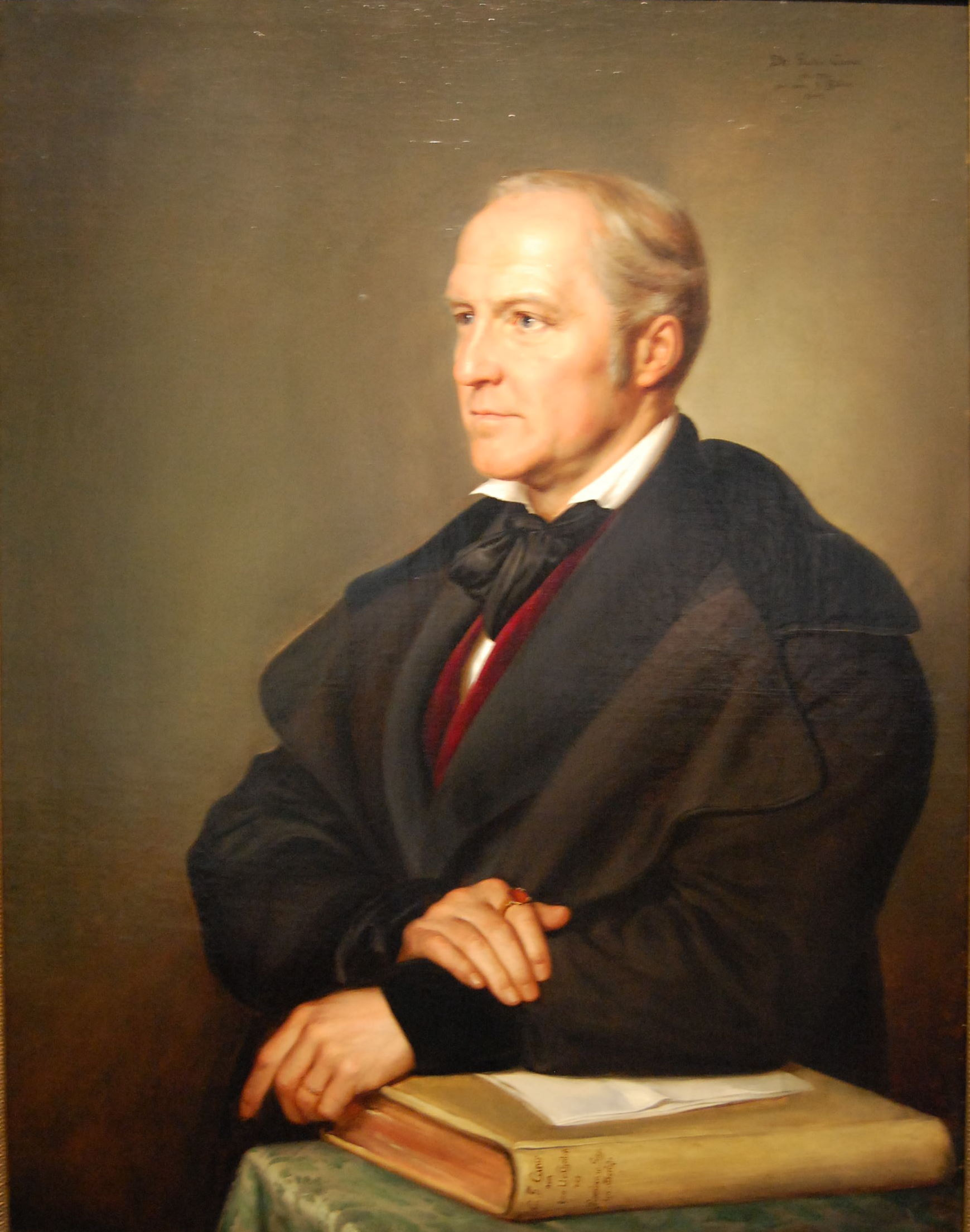
Carl Gustav Carus, Gemälde von Julius Hübner, 1844

Carl Gustav Carus war der 13. Präsident der in Schweinfurt 1652 gegründeten Deutschen Akademie der Naturforscher Leopoldina, der heutigen Nationalen Akademie der Wissenschaften mit Sitz in Halle an der Saale. Der Carus-Park, mit einer Hochschule als künftigem Hauptnutzer knüpft an die wissenschaftliche Vergangenheit der einstigen Reichsstadt an, die im 16. und 17. Jahrhundert ein humanistisches Zentrum war. 2017 wurde das Areal der Ledward Barracks auf Beschluss des Stadtrats in Carus-Park umbenannt.

## Lage
Der Carus-Park liegt im Nordwestlichen Stadtteil. Das 26,2 ha große, einstige Kasernenareal befindet sich ca. 1,5 km nordwestlich der Innenstadt und 1,5 km nördlich des Mains an der Niederwerrner Straße, einer Ausfallstraße (B 303) in Richtung Bad Kissingen und zweier Anschlussstellen der Autobahn 71 in Richtung Erfurt und der Autobahn 7 in Richtung Kassel.
Der Carus-Park grenzt im Westen an das Sachs-Stadion, im Norden an die Kleingartenanlage Alte Warte, im Osten an den Nordwestlichen Stadtteil (im engeren Sinn) und im Süden an den Stadtteil Musikerviertel. Der Campus 1 der Technischen Hochschule Würzburg-Schweinfurt (THWS) im Musikerviertel liegt 500 m südlich vom Carus-Park und ist mit ihm mit durch die Richard-Strauß- und die Richard-Wagner-Straße verbunden.
Zum Carus-Park führen zwei Stadtbuslinien: vom ZOB Roßmarkt die Linie 21 Mozartstraße und vom Hauptbahnhof der Campus-Express, eine Stadtbuslinie ohne Nummer.

## Auflösung der Ledward Barracks

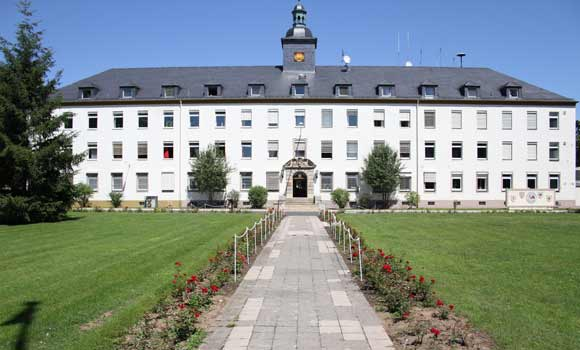
Ehemaliges Hauptquartier der US-Heeresgarnison Schweinfurt in den Ledward Barracks im November 2014

Die Ledward Barracks waren einstmals eine Kaserne der Wehrmacht, die sogenannte Adolf-Hitler-Kaserne (auch: Panzerkaserne). 1945 wurde u. a. dort die U.S. Army Garrison Schweinfurt gegründet, die 2014 aufgelöst wurde. So standen u. a. die Ledward Barracks für die Stadtentwicklung als US-Konversionsfläche zur Verfügung. Die Kaserne ging zunächst, Ende 2014, in den Besitz der Bundesanstalt für Immobilienaufgaben (BImA), von der sie am 26. Februar 2015 die Stadt Schweinfurt für 9,1 Millionen Euro erwarb. Im südwestlichen Bereich der Ledward Barracks befinden sich Aufnahmeeinrichtungen für Flüchtlinge.

## Ergebnislose Vorschläge für neuen Stadtteil
Den ersten Vorschlag zur künftigen Nutzung des Ledward-Areals veröffentlichte eine Gruppe örtlicher Architekten unter dem Namen Agenda 21 bereits im März 2013. Er sah für die THWS eine kleinere Erweiterung in den drei Kasernenblocks um den Fahnenappellplatz vor. Ansonsten sollte das Areal des geplanten i-Campus renaturiert werden mit dem Thema Natur und Leben erobert alte Kasernen, ggf. als neuer Westpark.
Zuvor war bereits der Konversionsbeirat Schweinfurt gegründet worden, in dem betroffene Gebietskörperschaften, Behörden und die IHK vertreten waren. Es war ein Konsortium um das Beratungsunternehmen BulwienGesa in München, das ein 250.000 Euro teures Konversionsgutachten erstellte und bereits im Herbst 2012 eine Bürgerbeteiligung durchführte. Es wurden über 200 Bürgervorschläge zur Nutzung der US-Areale formuliert.
Alle diese Bemühungen für eine Nachnutzung führten allerdings zu keinem Ergebnis.

## Gescheiterte Landesgartenschau

### Planung
Schweinfurt erhielt den Zuschlag für die bayerische Landesgartenschau (LGS) 2026. Das Areal umfasste einen großen Bereich im Nordwesten der einstigen Ledward Barracks, für den zuvor ein neuer Volksfestplatz vorgesehen war, und einen Teil der nordwestlich davon liegenden Kessler Fields, insgesamt mit einer Fläche von 13 ha. Das LGS-Gelände im Ledward-Areal sollte danach als Bürgerpark dienen.
Am 20. Januar 2019 wurde in einer unübersichtlichen Konstellation, die zu einer außergewöhnlich hohen Zahl ungültiger Stimmen führte (siehe: Kritik) ein Bürgerentscheid für einen Stadtwald, gegen eine Landesgartenschau und ein Ratsbegehren für eine Landesgartenschau, mit anschließender Nutzung als Bürgerpark durchgeführt. Es gab in beiden Bürgerentscheiden mehr Nein-Stimmen als Ja-Stimmen. Da jedoch das Quorum beide Mal nicht erreicht wurde, wurden die Entscheide nicht verbindlich. Trotz der Mehrheiten gegen den Stadtwald und gegen die Landesgartenschau galt rechtlich weiterhin der Stadtratsbeschluss vom 25. September 2018 für die Ausrichtung einer Landesgartenschau.

### Kritik
Die geplante Landesgartenschau, die von einer Stadtratsmehrheit aus CSU, Grünen, Linken und der Wählergemeinschaft proschweinfurt beschlossen wurde, geriet nach den Bürgerentscheiden zunehmend in die öffentliche Kritik. Insbesondere auch, da es bei der Direktfrage zur LGS, ausnahmslos durch alle Wahlbezirke hindurch, mehr Nein- als Ja-Stimmen gab, auch im Musikerviertel, obwohl es durch die Nähe zur LGS mit nachfolgendem Bürgerpark am meisten davon profitieren sollte. „Fraktionsvorsitzender Ralf Hofmann [SPD] bezeichnete das Ratsbegehren als schweren strategischen Fehler. Es stelle sich die Frage ob es klug ist, an der Gartenschau festzuhalten.“
Auch wurde die „erstaunlich hohe Zahl an ungültigen Stimmen“ der beiden Entscheide (LGS 10,31 %, Stadtwald 12,66 %) wiederholt angesprochen. Ein Bürgerentscheid ist nach der Rechtsgrundlage nur erfolgreich, wenn im Falle Schweinfurts (50.001 – 100.000 Einwohner) mindestens 15 % der Stimmberechtigten mit „Ja“ gestimmt haben, also in diesem Fall für die LGS. Das Nein-Quorum entfaltet keine Rechtswirkung. Für diesen Fall hatte der Stadtrat gemeinsam beschlossen vom Stadtratsbeschluss pro LGS abzusehen. Deshalb wurde hinterfragt, ob mit Hilfe der 1.141 ungültigen Stimmen beim LGS-Ratsbegehren das mit nur 277 Stimmen verfehlte Nein-Quorum erreicht worden wäre. Worauf Kritik an der Kritik aufkam, u. a. von der Stadt: „Nicht eine willkürliche Interpretation des Ergebnisses, sondern berechenbares und verantwortungsbewusstes Handeln sind maßgebend für das weitere Vorgehen.“ Schließlich wurde aber auch strittig, ob überhaupt ein Nein-Quorum im Stadtrat vereinbart wurde:
„Im aktuellen Bürgermagazin der Stadt liefert die Verwaltung ausführliche Infos zum Bürgerentscheid. Unter Was passiert, wenn beide Bürgerentscheide scheitern? steht: In der Sitzung des Stadtrates am 27. November 2018 waren sich die Mitglieder der Fraktionen weitgehend einig, dass es bei einem Scheitern der beiden Bürgerentscheide keine Bayerische Landesgartenschau in Schweinfurt geben wird – und das trotz eines bereits positiven Beschlusses des Gremiums vom 25. September 2018. Dass auch die Nein-Stimmen das 15-prozentige Quorum erreichen müssen, steht da nicht.“ (Stefan Labus, Fraktionschef der Schweinfurter Liste/Freie Wähler)
Zudem wurde Kritik zur Finanzierung der LGS geäußert:
„Der Titel, den Moderator Frank Farenzki, Betreiber eines Fernsehsenders namens Transparenz-TV, gewählt hatte, ärgerte Oberbürgermeister Sebastian Remelé (CSU) damals sichtlich. Wie die jeweils zwölf Millionen Euro brutto im Investitions- und Durchführungshaushalt finanziert werden sollen, erläuterte der OB. Doch die Kritik, die Zahlen seien nicht serös kalkuliert und es drohe ein Defizit in Millionenhöhe, blieb bis heute.“

### Absage
Im Oktober 2022 wurde die geplante Landesgartenschau von der Stadt Schweinfurt abgesagt. Über die Absage erging ein einstimmiger Stadtratsbeschluss. Als Gründe wurden eine Verdopplung der veranschlagten Kosten bei einer gleichzeitigen schlechten Einnahmesituation der Stadt angegeben. Umstritten war, ob die Absage wegen einer fälligen Vertragsstrafe rechtzeitig erfolgt war.

## Aufbau des Carus-Parks

### i-Campus Schweinfurt

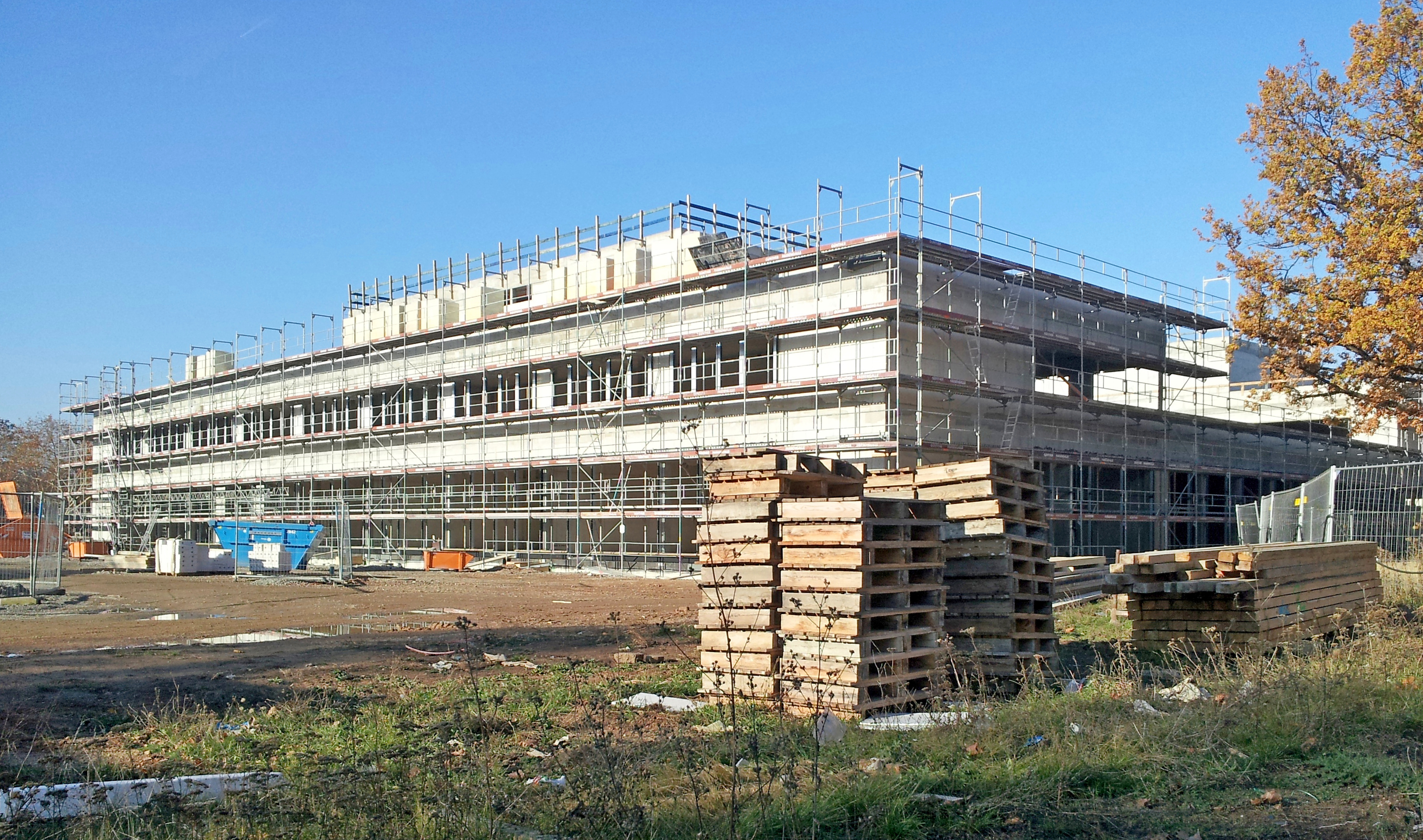
Erster Neubau am i-Campus: Das 2020 eröffnete zentrale Hörsaalgebäude für Wirtschaftsingenieurwesen. Im Bild die Baustelle im November 2018

Am 13. August 2013 wurde eine unerwartete Wende im Schweinfurter Tagblatt veröffentlicht, mit einer Idee für den Aufbau eines internationalen Hochschulcampus, des sogenannten i-Campus Schweinfurt. Dieser wurde Hauptnutzer des Carus-Parks. Der i-Campus ist ein Projekt für einen internationalen Hochschulcampus der THWS im Rahmen der Internationalisierung der Hochschule, mit neu eingeführten englischsprachigen Studiengängen in Schweinfurt (seit 2014) und Würzburg (seit 2016), die THWS i-Campus genannt werden.

### Carus-Allee
Die Carl-Gustav-Carus-Allee (verkürzt: Carus-Allee; Bild: siehe Artikelanfang) war zunächst als Haupterschließungsachse des neuen Quartiers Carus-Park vorgesehen. Im Rahmen des Bundesprogramms Nationale Projekte des Städtebaus wurde 2016 die Carus-Allee von 116 Anträgen als eines von bundesweit 17 Projekten ausgewählt und mit vier Millionen Euro gefördert, nahezu zehn Prozent der Gesamtfördersumme von 42 Millionen Euro. Als eines von drei Projekten erhielt sie die maximale Punktezahl mit der Begründung, dass die Carus-Allee als Hauptverbindungsachse die Grundlage für den geplanten internationalen Wissenschaftsstandort bildet.
In einem anschließenden Architektenwettbewerb wählte die Jury jedoch eine Arbeit als Grundlage für die bauliche Umsetzung aus, die von der Idee einer Hauptverbindungsachse Abstand nahm und lediglich ein parkähnliches Band für Fußgänger vorsah, das 2021 eröffnet wurde.